# Longueil-Annel
 Longueil-Annel  es una población y comuna francesa, en la región de Picardía, departamento de Oise, en el distrito de Compiègne y cantón de Ribécourt-Dreslincourt.

## Demografía
| 1973 | 2101 | 2666 | 2649 | 2442 | 2347 |
| Para los censos de 1962 a 1999 la población legal corresponde a la población sin duplicidades (Fuente: INSEE [Consultar]) |      |      |      |      |      |